# Автошлях Т 1503
Автошлях Т 1503 — автомобільний шлях територіального значення у Миколаївській області. Проходить територією Новоодеського району через Троїцьке — Нову Одесу. Фактично обходить місто із північного сходу. Загальна довжина — 13,8 км.

## Маршрут
Автошлях проходить через такі населені пункти:
| Автошлях Т 1503      |        |
| Миколаївська область |        |
| Новоодеський район   |        |
| Троїцьке             | Н24    |
| Нова Одеса           | Т 1510 |
|                      | Н24    |